# Pilane
Pilane  är en ort (village) i distriktet Kgatleng i Botswana. 